# شيلا جونز هارمز
شيلا جونز هارمز (بالإنجليزية: Sheila Jones Harms)‏ هي مغنية أوبرا ومغنية بريطانية، ولدت في 29 مايو 1931، وتوفيت في 12 ديسمبر 2004.